# Türkische Fußballnationalmannschaft/Europameisterschaften
Der Artikel beinhaltet eine ausführliche Darstellung der türkischen Fußballnationalmannschaft bei Europameisterschaften. Die türkische Mannschaft konnte sich erstmals für die EM-Endrunde 1996 qualifizieren, als diese erstmals mit 16 Mannschaften ausgetragen wurde. Danach gelangen fünf weitere Qualifikationen, dabei einmal ein Halbfinaleinzug. In der ewigen Bestenliste liegt die Türkei auf dem 15. Platz.

## Übersicht
| Jahr | Gastgeberland           | Teilnahme bis …    | Letzte(r) Gegner              | Ergebnis | Trainer           | Bemerkungen und Besonderheiten |
| ---- | ----------------------- | ------------------ | ----------------------------- | -------- | ----------------- | --- |
| 1960 | Frankreich              | nicht teilgenommen |                               |          |                   | |
| 1964 | Spanien                 | nicht qualifiziert |                               |          |                   | In der Vorrunde an Italien gescheitert, das sich auch nicht für die Endrunde qualifizieren konnte. |
| 1968 | Italien                 | nicht qualifiziert |                               |          |                   | In der Qualifikation an Titelverteidiger Spanien gescheitert, der sich auch nicht für die Endrunde qualifizieren konnte. |
| 1972 | Belgien                 | nicht qualifiziert |                               |          |                   | In der Qualifikation am späteren Europameister Deutschland gescheitert |
| 1976 | Jugoslawien             | nicht qualifiziert |                               |          |                   | In der Qualifikation an Vizeeuropameister UdSSR gescheitert, der sich aber auch nicht qualifizieren konnte. |
| 1980 | Italien                 | nicht qualifiziert |                               |          |                   | In der Qualifikation am späteren Europameister Deutschland gescheitert. |
| 1984 | Frankreich              | nicht qualifiziert |                               |          |                   | In der Qualifikation erneut an Titelverteidiger Deutschland gescheitert. |
| 1988 | Deutschland             | nicht qualifiziert |                               |          |                   | In der Qualifikation an England gescheitert. |
| 1992 | Schweden                | nicht qualifiziert |                               |          |                   | In der Qualifikation wieder an England gescheitert. |
| 1996 | England                 | Vorrunde           | Kroatien, Portugal, Dänemark  | 16.      | Fatih Terim       | Als Gruppenletzter ausgeschieden |
| 2000 | Niederlande und Belgien | Viertelfinale      | Portugal                      | 6.       | Mustafa Denizli   | |
| 2004 | Portugal                | nicht qualifiziert |                               |          |                   | In den Playoffs der Gruppenzweiten an Lettland gescheitert. |
| 2008 | Österreich und Schweiz  | Halbfinale         | Deutschland                   | 3.       | Fatih Terim       | Mit 2:3 am späteren Finalisten Deutschland gescheitert. |
| 2012 | Polen und Ukraine       | nicht qualifiziert |                               |          |                   | In den Playoffs der Gruppenzweiten an Kroatien gescheitert. |
| 2016 | Frankreich              | Vorrunde           | Kroatien, Spanien, Tschechien | 17.      | Fatih Terim       | Nach zwei Niederlagen und einem Sieg als zweitschlechtester Gruppendritter die K.-o.-Runde verpasst |
| 2021 | Europa                  | Vorrunde           | Italien, Schweiz, Wales       | 24.      | Şenol Güneş       | Die Türkei hatte sich zunächst als Gesamtausrichter und dann nach der Entscheidung die Spiele in mehreren Ländern auszurichten mit dem Atatürk-Olympiastadion in Istanbul für die Ausrichtung von Spielen beworben, dann aber zurückgezogen.                                    |
| 2024 | Deutschland             | Viertelfinale      | Niederlande                   | 7.       | Vincenzo Montella | Als Gruppensieger vor Kroatien, Wales, Armenien und Lettland qualifiziert. Gruppengegner in Deutschland waren Portugal, Tschechien und Georgien, das sich im Februar 2024 noch über Play-off-Pfad C qualifizieren konnte. Im Achtelfinale gelang ein 2:1-Sieg gegen Österreich. |

## Endrunden mit vier Teilnehmern

### EM 1960
An der ersten Fußball-Europameisterschaft 1960, die noch als „Europapokal der Nationen“ ausgetragen wurde, nahm die Türkei nicht teil.

### EM 1964
Vier Jahre später wollten dann mehr Mannschaften als 1960 teilnehmen, darunter auch die Türkei. Daher wurde dem Achtelfinale eine Vorrunde vorgeschaltet. Die Türkei musste gegen Italien antreten und verlor in Italien zunächst mit 0:6, woraufhin Trainer Ljubiša Spajić kurz darauf entlassen wurde. Für das Rückspiel betreute dann Bülent Eken neben seiner Tätigkeit als Vereinstrainer von Beyoğluspor auch die Nationalmannschaft. Diese verlor aber das Heimspiel mit 0:1 und schied aus. Italien scheiterte dann im Achtelfinale an Titelverteidiger Sowjetunion.

### EM 1968
Für die Fußball-Europameisterschaft 1968 wurden in der Qualifikation erstmals Gruppenspiele angesetzt. Die nun von Adnan Süvari trainierte Türkei musste gegen Europameister Spanien, die Tschechoslowakei und Irland antreten. Im ersten Gruppenspiel in Irland gelang Ogün Altıparmak zwar das erste EM-Qualifikationstor für die Türken, das Spiel wurde aber mit 1:2 verloren. Gegen den Titelverteidiger gelang dann im heimischen Istanbul mit einem torlosen Remis der erste Achtungserfolg und danach wurde auch das Rückspiel gegen die Iren mit 2:1 gewonnen. In den folgenden drei Spielen blieb die Mannschaft aber ohne Torerfolg und landete damit auf dem letzten Platz der Gruppe. Mit dem 0:0 gegen die Tschechoslowakei verhalfen sie aber Spanien zum Gruppensieg. Spanien scheiterte dann aber im Viertelfinale an Weltmeister England. Süvari blieb zunächst im Amt, nach zwei verlorenen Spielen in der Qualifikation für die WM 1970 endete aber seine Tätigkeit als Nationaltrainer.

### EM 1972
Für die EM-Endrunde 1972 konnte sich die Türkei auch nicht qualifizieren. In einer Gruppe mit Deutschland, Polen und Albanien konnten sie zwar mit einem 1:1 in Deutschland und einem 2:1 gegen Albanien starten, verloren dann aber das Heimspiel gegen Deutschland mit 0:3, in Polen mit 1:5 und in Albanien mit 0:3. Da konnte der 1:0-Sieg gegen Polen im letzten Spiel auch nicht mehr viel bewirken, außer dass Albanien noch auf den letzten Platz verwiesen wurde. Gruppensieger Deutschland erreichte dann auch die Endrunde und wurde dort erstmals Europameister. Mit dem vorletzten Qualifikationsspiel endete die letzte Amtszeit von Cihat Arman, der nach der verpassten Qualifikation für die WM 1970 das Amt zum vierten Mal übernommen hatte. Ihn beerbte für das letzte Spiel der Rumäne Nicolae Petrescu, ehe Coşkun Özarı erstmals das Amt übernahm.

### EM 1976
1976 wurde die Endrunde letztmals mit vier Mannschaften ausgetragen. Die Türken trafen in der Gruppenphase der Qualifikation auf Vizeeuropameister Sowjetunion, Irland und die Schweiz. Die Türkei konnte je zwei Spiele gewinnen, zweimal remis spielen und verlor zweimal. Dies reichte wieder nur zum dritten Platz. Gruppensieger UdSSR scheiterte dann im Viertelfinale an dem späteren Europameister Tschechoslowakei.

## Endrunden mit acht Teilnehmern

### EM 1980
In der Qualifikation für die Europameisterschaft in Italien, die erstmals mit acht Mannschaften ausgetragen wurde, trafen die Türken auf Deutschland, Wales und Malta. Die mit Beginn der Qualifikation von Sabri Kiraz trainierten Türken begannen zwar mit einer Niederlage in Wales, erreichten nach einem Sieg gegen Malta aber ein 0:0 gegen Deutschland und hatten nach zwei weiteren Siegen noch die Chance, sich mit einem Sieg in Deutschland für die EM zu qualifizieren. Deutschland gewann aber mit 2:0, wurde damit Gruppensieger und konnte bei der Endrunde zum zweiten Mal den Titel gewinnen. Kiraz blieb zunächst im Amt, mit einer 0:4-Niederlage gegen Wales in der Qualifikation für die WM 1982 endete aber seine Amtszeit.

### EM 1984
In der Qualifikation vier Jahre später traf die Türkei wieder Titelverteidiger und Vizeweltmeister Deutschland, Nordirland, Österreich und Albanien. Die Türkei wurde nun wieder von Coşkun Özarı trainiert und konnte nur die Heimspiele gegen Albanien, Nordirland und Österreich gewinnen, verhalf damit aber indirekt der deutschen Mannschaft zur Qualifikation für die Endrunde, bei der die Deutschen aber bereits in der Vorrunde ausschieden. Mit den meisten Gegentoren wurden die Türken nur Gruppenvorletzter. Özarı blieb zunächst bis zu einer 0:6-Niederlage gegen Ungarn im April 1984 im Amt.

### EM 1988
Gegner in der Qualifikation für die EM 1988 waren England, Jugoslawien und wieder Nordirland. Die Türkei konnte diesmal kein Spiel gewinnen und wurde Gruppenletzter. Die einzigen Punkte wurden mit torlosen Remis gegen Nordirland und England erreicht, das damit den einzigen Punktverlust erlitt. England fuhr damit als Gruppensieger zur EM, schied aber in der Vorrunde aus. Mit der verpassten Qualifikation endete die Tätigkeit von Mustafa Denizli als Nationaltrainer, der das Amt nach den ersten beiden Spielen zusätzlich zu seinem Trainerjob bei Galatasaray Istanbul von dem zwischenzeitlich als Nationaltrainer zurückgekehrten Coşkun Özarı übernommen hatte.

### EM 1992
In der Qualifikation für die EM 1992 traf die Türkei erneut auf England, Irland und Polen. Die vom Deutschen Sepp Piontek trainierten Türken verloren alle sechs Spiele und schied sang- und klanglos aus. Piontek blieb zunächst im Amt, da aber die Qualifikation für die WM 1994 ähnlich schlecht lief, beendete er seine Tätigkeit und empfahl Fatih Terim als Nachfolger, der zuvor die U-21-Mannschaft trainiert hatte.

## Endrunden mit 16 Teilnehmern

### EM 1996

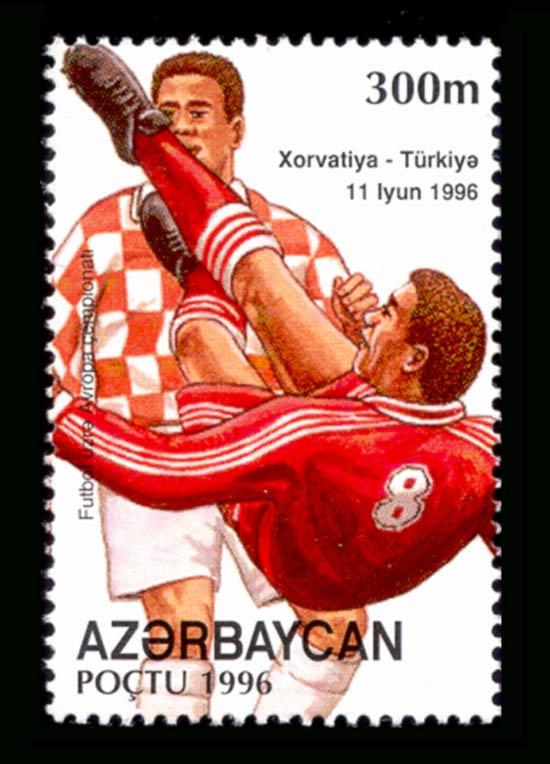
Aserbaidschanische Briefmarke zum ersten EM-Spiel der Türken und Kroaten

1996 wurde die EM erstmals mit 16 Mannschaften ausgetragen, wodurch die sportliche Qualifikation nun einerseits leichter erschien, da das Teilnehmerfeld verdoppelt worden war, andererseits gab es nach den Umbrüchen im Ostblock aber mehr Bewerber. Dennoch nutzte die Türkei die Gunst der Stunde und qualifizierte sich erstmals für die Endrunde.
In einer Gruppe mit der Schweiz, Schweden, Ungarn und Island wurde hinter der Schweiz der zweite Platz belegt und überraschend der WM-Dritte Schweden auf Platz 3 verwiesen. Dabei wurde nur das Heimspiel gegen die Schweiz verloren, allerdings das Rückspiel in der Schweiz gewonnen. Als drittbester Gruppenzweiter waren die Türken damit direkt für die Endrunde in England qualifiziert.
Gegner bei der Endrunde waren Kroatien, das auch erstmals dabei war, Portugal und Titelverteidiger Dänemark. In ihrem ersten EM-Spiel gegen die Kroaten hielten die Türken lange das 0:0, mussten dann aber vier Minuten vor dem Spielende noch das 0:1 hinnehmen. Dabei verzichtete Alpay Özalan als letzter Mann in der Abwehr darauf, den Torschützen Goran Vlaović durch eine Notbremse zu stoppen, weshalb er mit einem Fair-Play-Preis der UEFA ausgezeichnet wurde, in den türkischen Medien aber herber Kritik ausgesetzt war. Gegen Portugal hielt das 0:0 nicht so lange, bereits in der 66. Minute fiel das 0:1. Damit stand das Aus für die Türken bereits vor dem letzten Spiel fest, das dann mit 0:3 gegen die Dänen verloren wurde, denen dieser Erfolg aber auch nicht weiterhalf. Terim trat daraufhin als Nationaltrainer zurück und wurde Trainer von Galatasaray Istanbul. Sein Nachfolger wurde sein Vor-vorgänger Mustafa Denizli.

### EM 2000

Startaufstellungen beim ersten Sieg der Türkei in einem EM-Spiel

In der Qualifikation für die EM 2000 war wieder einmal Titelverteidiger Deutschland der Gegner. Weitere Gruppengegner waren Finnland, Nordirland und Moldawien. Die Türken begannen als einzige Mannschaft mit vier Heimspielen und konnten davon die ersten beiden gewinnen: 3:0 gegen Nordirland und 1:0 gegen Deutschland, womit erstmals ein Pflichtspiel gegen Deutschland gewonnen wurde. Danach folgte aber eine 1:3-Heimpleite gegen Finnland. Die nächsten drei Spiele wurden aber gewonnen, wobei mit einem 4:2 in Finnland die Revanche für die Heimniederlage gelang. Durch zwei Remis in den beiden letzten Spielen (1:1 in Moldawien und 0:0 in Deutschland) wurde aber die direkte Qualifikation verpasst, die sich die deutsche Mannschaft durch das 0:0 sicherte. Die Türken mussten damit als drittbester Gruppenzweiter in die Relegation und trafen auf Irland. Nach einem 1:1 in Dublin reichte ihnen ein 0:0 im Rückspiel, um sich aufgrund der Auswärtstorregel für die Endrunde zu qualifizieren.
Bei der Endrunde trafen sie im ersten Spiel auf Italien und gerieten in der 52. Minute mit 0:1 in Rückstand. Zehn Minuten später gelang Okan Buruk mit dem ersten Endrundentor für die Türken der Ausgleich. Durch einen Elfmeter verloren sie aber dennoch das Spiel mit 1:2. Im zweiten Spiel gegen Schweden gelang durch ein torloses Remis dann der erste Punktgewinn bei einer EM-Endrunde. Im letzten Gruppenspiel gegen Co-Gastgeber Belgien sicherte dann Hakan Şükür mit zwei Toren den ersten Sieg der Türken gegen Belgien und bei einer EM-Endrunde sowie den ersten Einzug ins Viertelfinale bei einem großen Turnier. Dort trafen sie auf Portugal und Alpay Özalan, der vier Jahre zuvor noch mit dem Fairplay-Preis ausgezeichnet wurde, erhielt in der 30. Minute nach einer Tätlichkeit die Rote Karte. Mit einem Spieler weniger hatten die Türken dann keine Chance und verloren mit 0:2. Damit war der Erfolgsweg der Türken aber noch nicht beendet, denn zwei Jahre später erreichten sie bei der ersten WM in Asien unter dem neuen Nationaltrainer Şenol Güneş überraschend den dritten Platz und verloren dabei nur zweimal gegen Weltmeister Brasilien.

### EM 2004
In der Qualifikation für die EM in Portugal konnten die Türken zwar zunächst an die Leistungen bei der WM anknüpfen, sich letztlich aber nicht qualifizieren. Gegner in der Qualifikation waren mal wieder England, die Slowakei, Mazedonien und Liechtenstein. Die Türken begannen mit drei Siegen, verloren dann aber in England mit 0:2. Dann folgten wieder drei Siege, so dass es im letzten Heimspiel gegen England um die direkte Qualifikation ging. Die Türken benötigten dafür einen Sieg, den Engländern reichte ein Remis. Nach torlosen 90 Minuten mussten die Türken somit in die Relegation gegen Lettland. Nach einem 0:1 in Riga reichte das 2:2 nach 2:0-Führung in Istanbul nicht, um die Endrunde zu erreichen. Lettland qualifizierte sich damit erstmals für ein großes Turnier, schied dort zwar in der Vorrunde aus, erreichte aber gegen Deutschland immerhin in 0:0, wodurch auch die Deutschen vorzeitig ausschieden. Şenol Güneş blieb noch für ein Spiel im Amt, wurde dann aber entlassen.

### EM 2008
Für die EM-Ausrichtung hatte sich unter anderem auch die Türkei zusammen mit Griechenland beworben, scheiterte aber an der Gemeinschaftsbewerbung von Österreich und der Schweiz. Damit mussten sich die Türken erneut sportlich für die EM qualifizieren, was diesmal trotz eines Handicaps wieder gelang. Denn gemäß FIFA-Sanktionen wegen der Ausschreitungen nach dem WM-Qualifikationsspiel zur WM 2006 zwischen der Türkei und der Schweiz mussten die Türken ihre Heimspiele außerhalb der Türkei und mindestens 500 km entfernt von den türkischen Staatsgrenzen und unter Ausschluss jeglicher Zuschauer austragen. Als Spielort wählten die Türken die Commerzbank-Arena in Frankfurt am Main. Gegner in der Qualifikation waren Titelverteidiger Griechenland, Norwegen, Bosnien und Herzegowina, Moldawien, Ungarn und Malta. Die seit 2005 wieder von Fatih Terim trainierten Türken begannen die Qualifikation mit vier Siegen, darunter ein 4:1 beim Titelverteidiger, gaben dann beim 2:2 gegen Norwegen erstmals einen Punkt ab und verloren danach in Bosnien und Herzegowina mit 2:3. Ein 2:2 gegen Malta bedeutete nur einen kurzen Rückschlag, denn danach folgte ein 3:0 gegen Ungarn. Dann reichte es aber gegen Moldawien nur zu einem 1:1 und mit 0:1 wurde das Heimspiel gegen die Griechen verloren. Mit einem 2:1 in Norwegen wurde dann aber Platz 2 und damit die direkte Qualifikation für die Endrunde gesichert.

Startaufstellungen im ersten Halbfinale der Türkei bei einer Europameisterschaft

Bei der Endrunde wurde die Türkei in die Gruppe mit Co-Gastgeber Schweiz gelost. Weitere Gegner waren wieder Portugal sowie Tschechien. Im ersten Spiel gegen die Portugiesen wurde wie 8 Jahre zuvor im letzten Spiel mit 0:2 verloren, wobei das zweite Tor erst in der Nachspielzeit fiel. In dieser fiel dann auch der Siegtreffer für die Türken gegen die Schweiz. Noch dramatischer verlief dann das Spiel gegen die Tschechen, gegen die die Türken zuvor noch nie gewonnen hatten. Nach 62 Minuten stand es 0:2, in der Schlussviertelstunde konnten die Türken dann das Spiel noch drehen und mit 3:2 gewinnen, mussten aber die Rote Karte für Torhüter Volkan Demirel für eine Tätlichkeit in der Nachspielzeit hinnehmen. Damit war die Dramatik aber noch nicht zu Ende. Im Viertelfinale gegen Kroatien blieben beide Mannschaften zunächst 119 Minuten lang ohne Torerfolg. Dann gelang den Kroaten das 1:0, aber den Türken in der Nachspielzeit der Verlängerung noch der Ausgleich. So kam es zum Elfmeterschießen. Hier wurde dann Ersatztorhüter Rüştü Reçber zum Held, der einen kroatischen Elfmeter halten konnte. Da zudem zwei Kroaten am Tor vorbeischossen und nur einer traf, mussten nur drei Türken antreten, die aber alle ihre Elfmeter verwandelten. Nur im Elfmeterschießen des Halbfinales Italien – Niederlande bei der EM 2000 wurden auch nur vier Elfmeter verwandelt, dort mussten aber acht Spieler antreten. Die Türkei stand damit im Halbfinale und traf auf Deutschland. Hier konnten die Türken durch Uğur Boral erstmals in Führung gehen, mussten aber bereits vier Minuten später den Ausgleich hinnehmen. Nachdem Miroslav Klose die Deutschen in der zweiten Halbzeit in Führung gebracht hatte, gelang Semih Şentürk, der schon gegen Kroatien den Ausgleich erzielt hatte, auch gegen die Deutschen der Ausgleich. Diesmal hatten die Deutschen aber das bessere Ende für sich, denn Philipp Lahm gelang in der Nachspielzeit der Siegtreffer zum 3:2, wodurch Deutschland zum sechsten Mal das Finale erreichte, dort aber gegen Spanien verlor, das damit nach 44 Jahren wieder einen Titel gewann.

### EM 2012
Für die Ausrichtung der EM 2012 hatte sich u. a. auch wieder die Türkei beworben – diesmal allein. Sie scheiterte aber an der Gemeinschaftsbewerbung von Polen und der Ukraine und musste daher in die Qualifikation. Gegner waren wieder einmal Deutschland, zudem Belgien, Österreich, Aserbaidschan und Kasachstan. Die nun vom Niederländer Guus Hiddink trainierten Türken starteten mit zwei Siegen gut in die Qualifikation, verloren dann aber in Deutschland mit 0:3 und überraschend in Aserbaidschan mit 0:1. Danach wurde nur noch das Heimspiel gegen Deutschland verloren, das alle 10 Spiele gewinnen konnte und mit dem Sieg gegen Belgien im letzten Spiel den Türken zu Platz 2 verhalf. Als schlechtester Gruppenzweiter trafen sie in den Relegationsspielen dann auf Kroatien und verloren das Heimspiel mit 0:3. Das 0:0 im Rückspiel war dann nicht mehr als ein Achtungserfolg. Hiddinks Vertrag mit dem türkischen Verband wurde anschließend in gegenseitigem Einverständnis aufgelöst.

## Endrunden mit 24 Teilnehmern

### EM 2016
An der EM nahmen erstmals 24 Mannschaften teil. Auch die Türkei hatte sich um die Ausrichtung beworben, unterlag aber Frankreich bei der letzten Abstimmung mit 6:7 Stimmen und musste sich daher sportlich qualifizieren. Für die Auslosung der Qualifikationsgruppen, die am 23. Februar 2014 erfolgte, waren die Türken in Topf 3 gesetzt. Die Türken wurde in Gruppe A gelost. Aus den anderen Töpfen wurden zugelost: Niederlande, Tschechien, Island, Lettland und Kasachstan.
Die seit 2013 wieder von Fatih Terim trainierten Türken begannen schlecht und verloren die beiden ersten Spiele in Island und in Istanbul gegen Tschechien. In Lettland reichte es dann nur zu einem 1:1, ehe gegen Kasachstan der erste Sieg gelang. Das 1:1 beim WM-Dritten Niederlande war dann schon eher ein Erfolg, wogegen das 1:0 in Kasachstan und auch das 1:1 gegen Lettland die Erwartungen nicht ganz erfüllte. Mit einem 3:0 gegen die Niederlande wurde aber im September 2015 der dritte Platz erreicht, womit sie auch dafür sorgten, dass Island erstmals sowie die Tschechen vorzeitig für die Endrunde qualifiziert waren. Die Türken konnten sich mit Siegen in Tschechien und in Konya trotz zeitweiser Unterzahl gegen Island dank eines Sieges der Kasachen in Lettland dann noch als bester Gruppendritter direkt für die Endrunde qualifizieren und sich in der FIFA-Weltrangliste im November 2015 um 19 Plätze verbessern.
Bei der Endrunde verloren die Türken die ersten beiden Spiele gegen Kroatien und Titelverteidiger Spanien, gewannen dann zwar mit 2:0 gegen Tschechien, was allerdings nicht reichte, um als einer der vier besten Gruppendritten das Achtelfinale zu erreichen. Terim blieb noch im Amt, seine Amtszeit endete im Juni 2017 während der erfolglos verlaufenen Qualifikation für die WM 2018.

### EM 2021
Der türkische Verband gab am 17. April 2012 gab seine Bewerbung für die Europameisterschaft bekannt, die zunächst für 2020 geplant war. Nachdem entschieden wurde die EM zum 60, Jubiläum in mehreren europäischen Städten auszurichten, bewarb sich auch die Türkei mit dem Atatürk-Olympiastadion um die Ausrichtung von Spielen. Am 25. April 2014 teilte der türkische Fußballverband TFF mit, dass man die Kandidatur zugunsten einer neuen Bewerbung zur EM 2024 zurückziehe.
Als Ausrichter wären die Türken aber auch nicht direkt qualifiziert und mussten sich wie alle anderen Mannschaften qualifizieren. Gegner in der Qualifikation waren Weltmeister Frankreich, Island, Albanien, Andorra und die Republik Moldau. Zum Auftakt der Qualifikation übernahm Şenol Güneş das Amt des Nationaltrainers in der Türkei, die er schon von 2000 bis 2004 trainiert hatte. Die Türken starteten mit Siegen in Albanien (2:0) sowie gegen die Republik Moldau (4:0) und konnten dann auch erstmals gegen Frankreich und damit erstmals gegen einen amtierenden Weltmeister gewinnen (2:0). Dann folgte mit einem 1:2 in Island die einzige Niederlage in der Qualifikation, denn auch das Rückspiel in Frankreich wurde nicht verloren (1:1). Dennoch konnten sich die Türken erst am vorletzten Spieltag durch ein torloses Remis gegen Island für die Endrunde qualifizieren. Mit drei Gegentoren waren die Türken zusammen mit Belgien die defensivstärkste Mannschaft der Qualifikation. Die Belgier erzielten aber mehr als doppelt soviele Tore wie die Türkei.
Bei der Auslosung am 30. November 2019 wurden die Türken in die Gruppe A mit Italien gelost, gegen das sie in Rom das Eröffnungsspiel mit 0:3 verloren. Weitere Gegner im aserbaidschanischen Baku waren die Schweiz und Wales, gegen die ebenfalls verloren wurde. Die Türkei schied damit in der Vorrunde als Gruppenletzter aus.

### EM 2024
Auch um die Ausrichtung der EM 2024 hatte sich der türkische Verband beworben, unterlag aber bei der Abstimmung am 27. September 2018 Deutschland mit 4:18 bei einer Enthaltung. Die Mannschaft musste sich also qualifizieren, was in Gruppe D als Gruppensieger am Ende gelang. Die Qualifikation begannen sie unter dem deutschen Trainer Stefan Kuntz, der in der laufenden Qualifikation für die WM 2022 das Amt übernommen hatte. Ihm war es zwar gelungen die Türken noch auf einen Play-off-Platz zu führen, in den Play-offs aber an Portugal gescheitert. In der Qualifikation für die EM konnte seine Mannschaft von den ersten fünf Spielen bei einer Niederlage drei gewinnen und einmal remis spielen, womit sie zur Halbzeit vor der Kroatien und Armenien, die aber zwei bzw. ein Spiel weniger ausgetragen hatten, auf dem ersten Platz lagen. Nach einer 2:4-Niederlage in einem Freundschaftsspiel gegen Japan, wurde Kuntz aber entlassen. Unter seinem Nachfolger Vincenzo Montella konnten die Türken den ersten Platz behaupten und sich für die Endrunde qualifizieren. Bei der Auslosung der Endrunde am 1. Dezember 2023 wurden die Türken als siebtbester Gruppensieger Topf 2 zugeordnet und hätten somit in eine Gruppe mit Gastgeber Deutschland gelost werden können. Letztlich wurde sie wie 2008 in eine Gruppe mit Portugal und Tschechien sowie einer Mannschaft gelost, die sich im Februar 2024 noch über den Play-off-Pfad C qualifizieren konnte. Dies wurde Georgien, das sich im Play-off-Finale im Elfmeterschießen gegen Griechenland durchsetzte.
Gegen Georgien wurde dann das Auftaktspiel mit 3:1 gewonnen, wobei das dritte Tor in der Nachspielzeit gelang als die Georgier auf den Ausgleich drängten und sich auch ihr Torhüter in die Bemühungen eingeschaltet hatte das Tor zu erzielen und somit das georgische Tor leer war. Im zweiten Spiel wurde mit 0:3 gegen Portugal verloren. Das letzte Gruppenspiel gegen Tschechien war hart umkämpft, insgesamt wurden 17 Gelbe, eine Gelb-Rote und eine Rote Karte verteilt, letztere aber an die Gegner. Mit 2:1 durch ein Tor in der Nachspielzeit setzten sich die Türken durch und erreichten das Achtelfinale, wo ihnen gegen Österreich nach 57 Sekunden das schnellste Tor in einem EM-K.-o.-Spiel gelang. In der zweiten Halbzeit erzielten sie dann wie schon beim 1:0 nach einer Ecke ein weiteres Tor. Den Österreichern gelang zwar noch der Anschlusstreffer, letztlich brachten die Türken aber den 2:1-Vorsprung ins Ziel und trafen im Viertelfinale auf die Niederlande. Auch diesmal gingen sie nach einer Ecke in Führung, konnten diese aber nicht verteidigen und schieden durch eine 1:2-Niederlage aus.

## Spieler mit den meisten Einsätzen bei Europameisterschaften
| Spiele | Spieler            | Jahr (Spiele)                |
| ------ | ------------------ | ---------------------------- |
| 9      | Rüştü Reçber       | 1996 (3), 2000 (4), 2008 (2) |
|        | Hakan Çalhanoğlu   | 2016 (2), 2021 (3), 2024 (4) |
| 8      | Hakan Balta        | 2008 (5), 2016 (3)           |
|        | Kaan Ayhan         | 2021 (3), 2024 (5)           |
| 7      | Arif Erdem         | 1996 (3), 2000 (4)           |
|        | Alpay Özalan       | 1996 (3), 2000 (4)           |
|        | Hakan Şükür        | 1996 (3), 2000 (4)           |
|        | Ogün Temizkanoğlu  | 1996 (3), 2000 (4)           |
|        | Mehmet Topal       | 2008 (4), 2016 (3)           |
|        | Merih Demiral      | 2021 (3), 2024 (4)           |
| 6      | Tugay Kerimoğlu    | 1996 (3), 2000 (3)           |
|        | Ozan Tufan         | 2016 (3), 2021 (3)           |
|        | Burak Yılmaz       | 2016 (3), 2021 (3)           |
|        | Zeki Çelik         | 2021 (3), 2024 (3)           |
|        | Mert Müldür        | 2021 (2), 2024 (4)           |
|        | Okay Yokuşlu       | 2021 (3), 2024 (3)           |
| 5      | Hamit Altıntop     | 2008 (5)                     |
|        | Abdullah Ercan     | 1996 (3), 2000 (3)           |
|        | Tayfun Korkut      | 1996 (1), 2000 (4)           |
|        | Semih Şentürk      | 2008 (5)                     |
|        | Sergen Yalçin      | 1996 (2), 2000 (3)           |
|        | Orkun Kökçü        | 2021 (1), 2024 (4)           |
|        | Yusuf Yazıcı       | 2021 (3), 2024 (2)           |
|        | Kerem Aktürkoğlu   | 2021 (0), 2024 (5)           |
|        | Arda Güler         | 2024 (5)                     |
|        | Ferdi Kadıoğlu     | 2024 (5)                     |
|        | Kenan Yıldız       | 2024 (5)                     |
|        | Barış Alper Yılmaz | 2024 (5)                     |

## Spieler mit den meisten Toren bei Europameisterschaften
| Tore | Spieler           | Jahr (Tore)        |
| ---- | ----------------- | ------------------ |
| 3    | Semih Şentürk     | 2008 (3)           |
| 2    | Nihat Kahveci     | 2008 (2)           |
|      | Hakan Şükür       | 1996 (0), 2000 (2) |
|      | Arda Turan        | 2008 (2), 2016 (0) |
|      | Merih Demiral     | 2024 (2)           |
| 1    | Uğur Boral        | 2008 (1)           |
|      | Okan Buruk        | 2000 (1)           |
|      | İrfan Can Kahveci | 2021 (1)           |
|      | Ozan Tufan        | 2016 (1)           |
|      | Burak Yılmaz      | 2016 (1)           |
|      | Samet Akaydin     | 2024 (1)           |
|      | Kerem Aktürkoğlu  | 2024 (1)           |
|      | Hakan Çalhanoğlu  | 2024 (1)           |
|      | Arda Güler        | 2024 (1)           |
|      | Mert Müldür       | 2024 (1)           |
|      | Cenk Tosun        | 2024 (1)           |

Stand: 6. Juli 2024

## Bei Europameisterschaften gesperrte Spieler
- 1996 erhielt Tolunay Kafkas im zweiten Gruppenspiel die zweite Gelbe Karte und war für das letzte Gruppenspiel gesperrt.
- 2000 erhielt Alpay Özalan im Viertelfinale wegen einer Tätlichkeit die Rote Karte, da die Türkei ausschied, hatte sie keinen weiteren Effekt auf das Turnier. Er war aber für das erste Spiel der Qualifikation für die WM 2002 gesperrt.
- 2008 erhielt Volkan Demirel im letzten Gruppenspiel wegen einer Tätlichkeit die Rote Karte und war für das Viertel- und Halbfinale gesperrt. Mehmet Aurélio erhielt im letzten Gruppenspiel die zweite Gelbe Karte und war für das Viertelfinale gesperrt. In diesem erhielten Tuncay Şanlı, Arda Turan und Emre Aşık ebenfalls die zweite Gelbe Karte und waren für das Halbfinale gesperrt.
- 2016 war Gökhan Töre durch die im letzten Spiel der Qualifikation erhaltene Rote Karte für das erste Gruppenspiel der Endrunde gesperrt. Hakan Balta erhielt im letzten Gruppenspiel die zweite Gelb Karte, da die Türken ausschieden hatte dieser aber keine Wirkung.
- 2024 war Abdülkerim Bardakcı durch die zwei Gelben Karten, die er in den ersten beiden Gruppenspielen erhielt, für das dritte Gruppenspiel gesperrt. In diesem erhielten Samet Akaydin und Hakan Çalhanoğlu die zweite Gelbe Karte und waren für das Achtelfinale gesperrt, in dem wiederum Orkun Kökçü und İsmail Yüksek die zweite Gelbe Karte erhielten und für das Viertelfinale gesperrt sind. Zudem wurde Merih Demiral für zwei Spiele aus disziplinarischen Gründen von der UEFA gesperrt.[6] Im Viertelfinale erhielt der im Turnier nicht eingesetzte Bertuğ Yıldırım in der Nachspielzeit auf der Bank die Rote Karte und ist mindestens für das erste Spiel in der Nationsleague gegen Wales gesperrt.

## Anteil der im Ausland spielenden Spieler im EM-Kader
Im ersten türkischen EM-Kader standen nur Spieler, die in der Türkei spielten. 2002 wurden zwei in Großbritannien spielende Spieler berücksichtigt, darunter der in England geborene Mustafa İzzet. 2008 wurden der in Deutschland geborene Hamit Altıntop und der in Frankreich geborene Mevlüt Erdinç berücksichtigt, die auch in ihrem Geburtsland spielten. 2024 wurden Kaan Ayhan, Hakan Çalhanoğlu, Salih Özcan, Cenk Tosun und Kenan Yıldız, die in Deutschland geboren wurden, Ferdi Kadıoğlu und Orkun Kökçü, die in den Niederlanden geboren wurden, sowie der in Österreich geborene Mert Müldür nominiert.
| Jahr (Spiele) | Anzahl (Länder) | Spieler (Einsätze) |
| ------------- | --- | --- |
| 1996 (3)      | 0 | |
| 2000 (4)      | 2 (1 in England, 1 in Schottland) | Mustafa İzzet (1); Tugay Kerimoğlu (3) |
| 2008 (5)      | 7 (1 in Deutschland, 2 in England, 1 in Frankreich, 1 in Griechenland, 1 in Russland, 1 in Spanien)                                                           | Hamit Altıntop (5); Emre Belözoğlu (5), Tuncay Şanlı (3); Mevlüt Erdinç (2); Tümer Metin (2); Gökdeniz Karadeniz (4); Nihat Kahveci (4) |
| 2016 (3)      | 6 (1 in China, 1 in Dänemark, 3 in Deutschland, 1 in Spanien)                                                                                                 | Burak Yılmaz (3), Emre Mor (2); Hakan Çalhanoğlu (2), Yunus Malli (1), Nuri Şahin (1); Arda Turan (3) |
| 2021 (3)      | 15 (1 in Deutschland, 4 in England, 4 in Frankreich, 4 in Italien, 1 in den Niederlanden, 1 in Spanien)                                                       | Kenan Karaman (3); Ozan Kabak, Okay Yokuşlu (3), Çağlar Söyüncü (3), Cengiz Ünder (3); Zeki Çelik (3), Umut Meraş (2), Yusuf Yazıcı (3), Burak Yılmaz (3); Kaan Ayhan (3), Hakan Çalhanoğlu (3), Merih Demiral (3), Mert Müldür (2); Orkun Kökçü, Enes Ünal           |
| 2024 (5)      | 14 (1 in Deutschland, 3 in England, 2 in Frankreich, 1 in Griechenland, 3 in Italien, 1 in den Niederlanden, 1 in Portugal, 1 in Saudi-Arabien, 1 in Spanien) | Salih Özcan (4); Yunus Akgün 1 (1), Altay Bayindir (1), Okay Yokuşlu 1 (3); Yusuf Yazıcı (2), Bertuğ Yıldırım (0); Samet Akaydin (4); Hakan Çalhanoğlu (4), Zeki Çelik (3), Kenan Yıldız (5); Ahmetcan Kaplan (0); Orkun Kökçü (4); Merih Demiral (4); Arda Güler (5) |

Stand: 6. Juli 2024

## Besonderheiten
- Die Türkei ist mit 10 Spielen häufigster Gegner der deutschen Mannschaft in der EM-Qualifikation, spielte aber nie in der WM-Qualifikation gegen Deutschland.

## Spiele
Die Türken bestritten bisher 23 EM-Spiele, davon wurden sieben gewonnen, 14 verloren und zwei endeten remis. Ein Spiel musste verlängert werden und wurde im Elfmeterschießen gewonnen.
Die Türken nahmen 2021 erstmals am Eröffnungsspiel der EM teil, spielten schon zuvor zweimal gegen den Gastgeber, einmal gegen den Titelverteidiger und 2021 gegen den späteren Europameister.
Häufigste Gegner sind Portugal (4 Spiele) und Kroatien sowie Tschechien, gegen die bei drei Teilnahmen gespielt wurde.
Gegen diese Gegner gelangen die höchsten Siege bei EM-Endrunden:
- Belgien – Vorrunde 2000 - 2:0 (erster Sieg gegen Belgien)
- Tschechien – Vorrunde 2016 - 2:0 (zudem ein 2:0 in der Qualifikation für die EM 2016)
- Georgien – Vorrunde 2024 - 3:1 (erstes Spiel gegen Georgien)

Drei EM-Spiele waren die höchste Niederlage gegen diese Länder:
- Dänemark – Vorrunde 1996 - 0:3
- Spanien – Vorrunde 2016 - 0:3 (zudem ein 1:4 in der WM-Qualifikation 1954 und ein 0:3 in einem Freundschaftsspiel)
- Italien – Vorrunde 2021 - 0:3

| Nr. | Datum      | Ergebnis             | Gegner        | A/H/* | Austragungsort   | Anlass          | Bemerkungen                                             |
| --- | ---------- | -------------------- | ------------- | ----- | ---------------- | --------------- | ------------------------------------------------------- |
| 01. | 11.06.1996 | 0:1                  | Kroatien      | *     | Nottingham (ENG) | Vorrunde        | Erstes Länderspiel gegen Kroatien                       |
| 02. | 14.06.1996 | 0:1                  | Portugal      | *     | Nottingham (ENG) | Vorrunde        |                                                         |
| 03. | 19.06.1996 | 0:3                  | Dänemark (TV) | *     | Sheffield (ENG)  | Vorrunde        | Letztes Spiel in der ersten Amtsperiode von Fatih Terim |
| 04. | 11.06.2000 | 1:2                  | Italien       | *     | Arnheim (NED)    | Vorrunde        |                                                         |
| 05. | 15.06.2000 | 0:0                  | Schweden      | *     | Eindhoven (NED)  | Vorrunde        |                                                         |
| 06. | 19.06.2000 | 2:0                  | Belgien       | A     | Brüssel (BEL)    | Vorrunde        |                                                         |
| 07. | 24.06.2000 | 0:2                  | Portugal      | *     | Amsterdam (NED)  | Viertelfinale   | Letztes Spiel unter Trainer Mustafa Denizli             |
| 08. | 07.06.2008 | 0:2                  | Portugal      | *     | Genf (SUI)       | Vorrunde        |                                                         |
| 09. | 11.06.2008 | 2:1                  | Schweiz       | A     | Basel (SUI)      | Vorrunde        |                                                         |
| 10. | 15.06.2008 | 3:2                  | Tschechien    | *     | Genf (SUI)       | Vorrunde        |                                                         |
| 11. | 20.06.2008 | 1:1 n. V.; 3:1 i. E. | Kroatien      | *     | Wien (AUT)       | Viertelfinale   | Erstes Elfmeterschießen der Türken                      |
| 12. | 25.06.2008 | 2:3                  | Deutschland   | *     | Basel (SUI)      | Halbfinale      |                                                         |
| 13. | 12.06.2016 | 0:1                  | Kroatien      | *     | Paris (FRA)      | Vorrunde        |                                                         |
| 14. | 17.06.2016 | 0:3                  | Spanien (TV)  | *     | Nizza (FRA)      | Vorrunde        |                                                         |
| 15. | 21.06.2016 | 2:0                  | Tschechien    | *     | Lens (FRA)       | Vorrunde        |                                                         |
| 16. | 11.06.2021 | 0:3                  | Italien       | A     | Rom (ITA)        | Eröffnungsspiel |                                                         |
| 17. | 16.06.2021 | 0:2                  | Wales         | *     | Baku (AZE)       | Vorrunde        |                                                         |
| 18. | 20.06.2021 | 1:3                  | Schweiz       | *     | Baku (AZE)       | Vorrunde        |                                                         |
| 19. | 18.06.2024 | 3:1                  | Georgien      | *     | Dortmund (DEU)   | Vorrunde        | Erstes EM-Spiel für Georgien                            |
| 20. | 22.06.2024 | 0:3                  | Portugal      | *     | Dortmund (DEU)   | Vorrunde        |                                                         |
| 21  | 26.06.2024 | 2:1                  | Tschechien    | *     | Hamburg (DEU)    | Vorrunde        |                                                         |
| 22  | 02.07.2024 | 2:1                  | Österreich    | *     | Leipzig (DEU)    | Achtelfinale    |                                                         |
| 23  | 06.07.2024 | 1:2                  | Niederlande   | *     | Berlin (DEU)     | Viertelfinale   |                                                         |